# Wieczne smoki
Wieczne smoki lub Smoki górą (oryg. Fei lung maang jeung) – hongkoński film akcji z 1988 roku wyreżyserowany przez Sammo Hunga i Corey Yuen. Scenariusz napisali Yiu Ming Leung, Gordon Chan oraz Chuek-Hon Szeto.
Hongkoński adwokat próbuje udaremnić wysyłkę nieznanej przesyłki. W głównej roli kobiecej wystąpiła: Pauline Yan – Miss Hongkongu z 1987 roku.
Film został zrealizowany w języku angielskim
W 1989 roku podczas 8. edycji Hong Kong Film Award akcja asso Sammo Hunga i Jackiego Chana była nominowana do nagrody Hong Kong Film Award w kategorii Best Action Choreography.

## Obsada
Źródło: Filmweb

- Jackie Chan – Jackie Lung
- Sammo Hung – Luke Wong Fei-hUng
- Yuen Biao – Timothy Tung Tak-Biao
- Yuen Wah – Hua Hsien-Wu
- Lung Chan – Thug
- Jing Chen – Gun Buyer
- Pauline Yeung – Nancy Lee
- Phillip Ko – Thug
- Crystal Kwok – asystentka Jackiego
- Roy Chiao – sędzia Lo Chung-Wai
- Benny Urquidez – zbir
- Deanie Ip – panna Yip
- Bowie Wu – adwokat
- Dick Wei – przywódca bandytów
- James Tien – szef Bezpieczeństwa
- Wai Shum – prawnik
- Shui-Fan Fung – psychiatra
- Lo Lieh – gangster
- Shing Fui-On – pozwany
- Wu Ma – dżentelmen
- Pauline Wang Yu-wan – kobieta
- Kar Lok Chin – bandyta
- Billy Chow – bandyta
- Fat Chung – bandyta
- Hark-On Fung – bandyta
- Lay Kah – bandyta
- Chan Fu Kuen – bandyta
- Wai Lam – bandyta
- Ka Ding Lee – bandyta
- Chia Yung Liu – bandyta
- Kong Lung – bandyta